# Gabriel Mato Adrover
Gabriel Mato Adrover (ur. 29 kwietnia 1961 w Madrycie) – hiszpański i kanaryjski polityk i prawnik, były minister i przewodniczący parlamentu regionalnego, eurodeputowany VII, VIII, IX i X kadencji.

## Życiorys
Ukończył studia prawnicze na Uniwersytecie Autonomicznym w Madrycie. Pracował jako doradca. Zaangażował się w działalność Partii Ludowej na Wyspach Kanaryjskich, dochodząc do stanowiska wiceprzewodniczącego regionu. Od 1991 do 1995 pełnił funkcję zastępcy burmistrza Santa Cruz de la Palma (stolicy wyspy La Palma). Od połowy lat 90. zasiadał w parlamencie Wysp Kanaryjskich (w latach 2003–2007 zajmował stanowisko jego przewodniczącego). W okresie 1997–2000 był ministrem rolnictwa i rybołówstwa w rządzie regionalnym. Sprawował także (od 2000) mandat deputowanego do Kongresu Deputowanych.
W wyborach europejskich w 2009 z listy Partii Ludowej uzyskał mandat posła do Parlamentu Europejskiego. Został członkiem grupy Europejskiej Partii Ludowej oraz Komisji Rolnictwa i Rozwoju Wsi. W 2014 z powodzeniem ubiegał się o europarlamentarną reelekcję. W 2019 także uzyskał mandat europosła, jednak jego objęcie zawieszono do czasu brexitu. Ostatecznie w PE IX kadencji zasiadł w lutym 2020. W 2024 został wybrany na kolejną kadencję Europarlamentu.
Brat polityk Any Mato.